# フランシス・マッソン
フランシス・マッソン（Francis Masson、1741年8月 - 1805年12月23日）はスコットランドの植物学者、園芸家で、キューガーデンの最初のプラントハンター（植物収集の専門家）である。

## 生涯
アバディーンで生まれた。 1760年代に、下級庭師としてキューガーデンで働き始めた。
マッソンはキュー植物園のジョゼフ・バンクスにより派遣された最初の公式のプラントハンターとされる。ジェームズ・クックの2度目の探検の際にマッソンは「レゾリューション」に便乗して南アフリカへと向かった。1772年10月30日に南アフリカのテーブル・ベイに到着して採集活動を行い、1775年末にイギリスに帰国するまでの間に400種以上の植物をイギリスに送ることとなった。1772年12月10日に出発した最初の採集旅行ではケープタウンから東へスウェレンダムまで行き、エリカの種子を収集した。1773年9月10日にはスウェーデンの植物学者カール・ツンベルクとともに採集旅行に向かった。この時はまずサルダナ・ベイまで北上し、その後東へサンデーズ川まで向かった。この旅行ではイキシア、グラジオラス、アイリスなど収集の他、Ixia viridiflora、Disa caerulea、ゴクラクチョウカ (Strelitzia reginae) などを発見した。1774年9月25日からの採集旅行でもツンベルクと同道し、この時はボッケヴェルド山やロッゲヴェルド山脈などを訪れた。この旅ではAloe dichotoma、キングプロテアなどを収集した。マッソンにより導入された植物にはゼラニウム、ゴクラクチョウカ、Loberia erinusなどがある。
1778年に再び、マデイラ諸島、カナリア諸島、アゾレス諸島、アンティル諸島に派遣されるが、アンティル諸島のグレナダで、フランス軍に捕らえられ、投獄された。後に釈放されるが、採集した植物は帰還に手間取る間に劣化し、さらに嵐で殆ど失われた。キューガーデンに戻って、園芸の仕事をするが、海外での採集はアメリカ独立戦争に伴うフランスとの戦争のために困難であった。
1783年にポルトガルを訪れた後、1785年10月に再び、南アフリカを訪れるが、第1回目の採集に比べて、成果は小さかった。1796年に、南アフリカで採集したいくつかの種に関する著書、"Stapeliae Novae"を出版した。、1797年には北アメリカに向かい、フランスの海賊に襲われ、ドイツ船に移されるなどするが、12月にニューヨークに到着した。7年間、ナイアガラ半島やオンタリオ湖などで植物採集をおこなったが、24種の新植物の発見にとどまった。北アメリカの厳しい寒さが身体に合わず、短い闘病生活のあと、66歳でモントリオールで病没した。凍死ともいわれる。
キジカクシ科の1属 Massonia Thunb. ex Houtt.に献名されている。

## 著書の図版

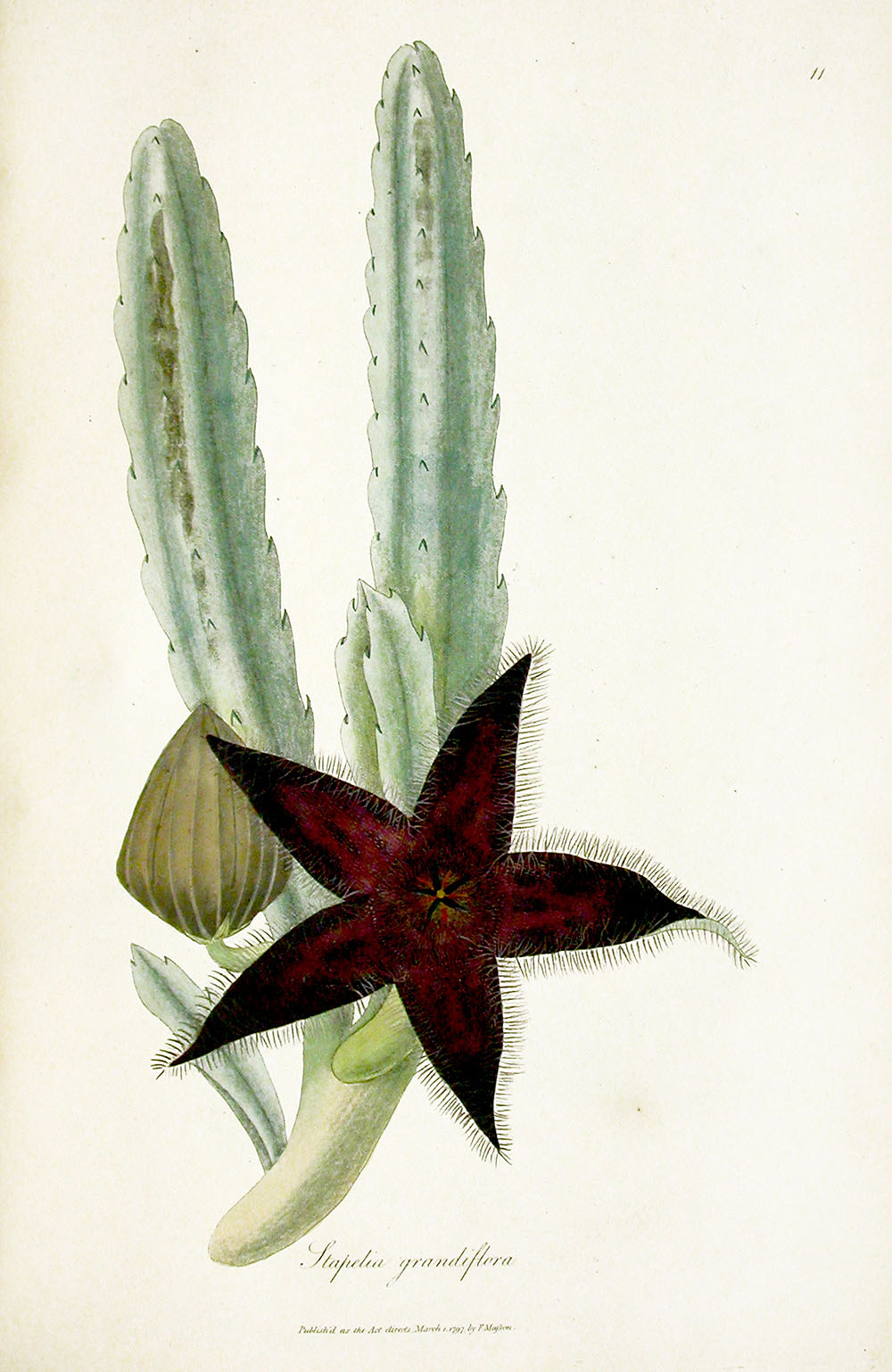
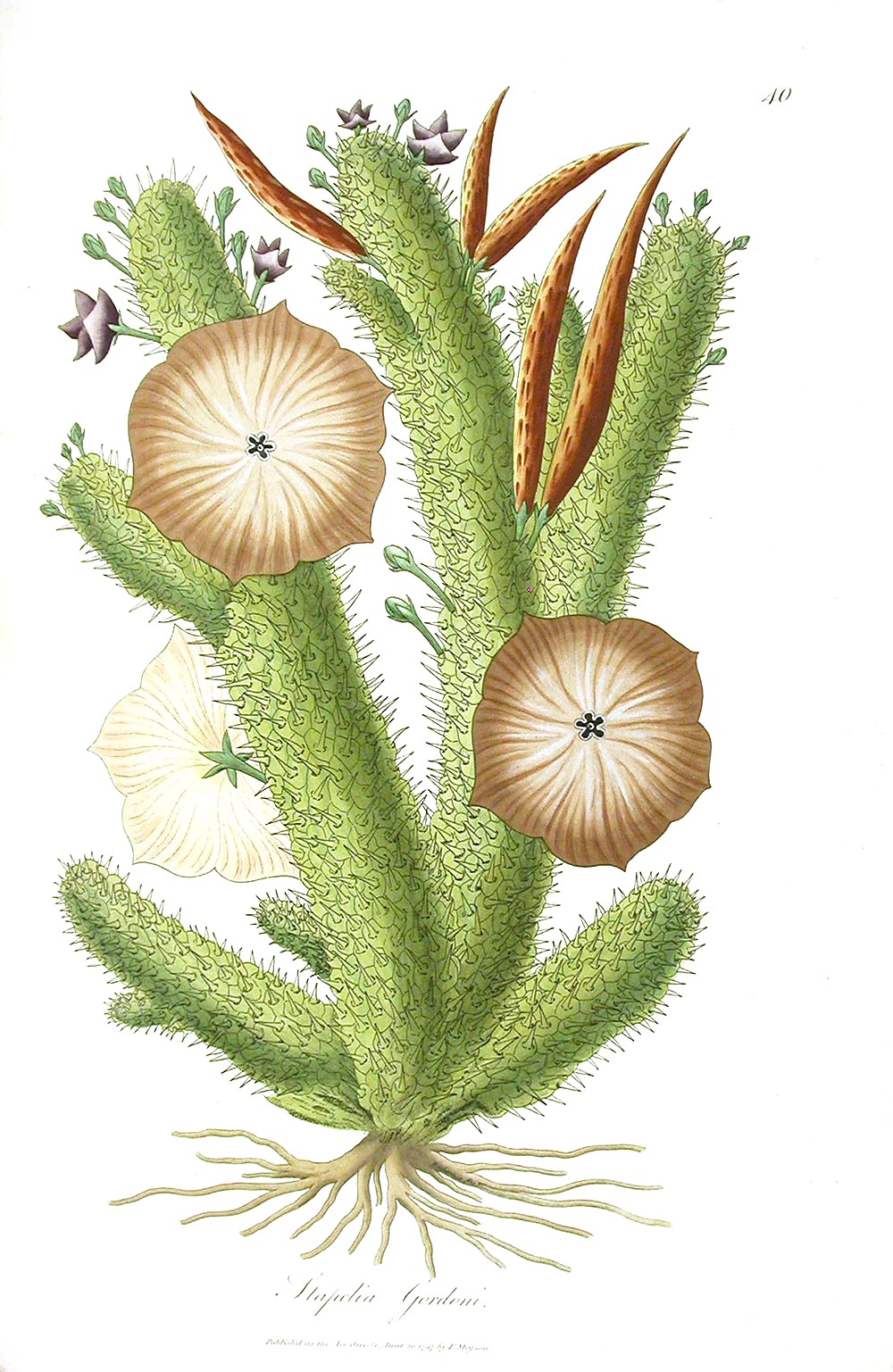
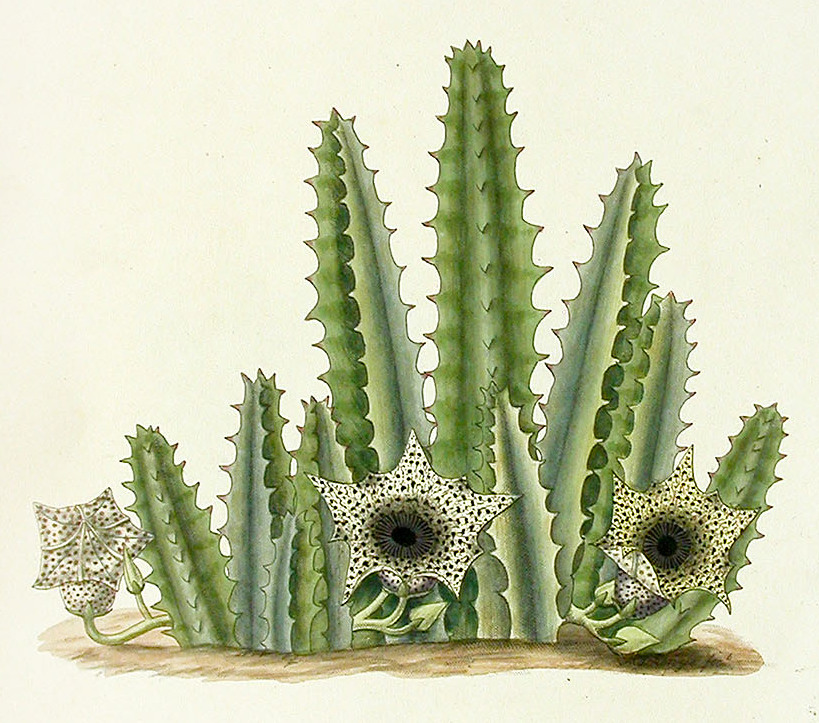
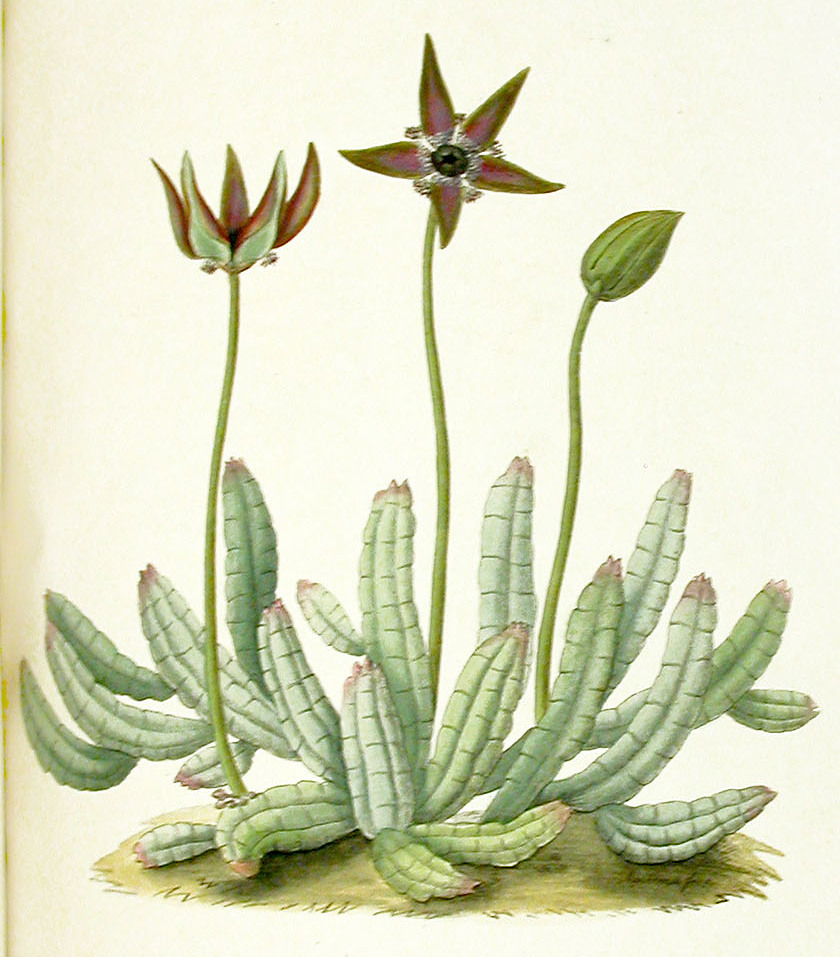

## 著作
- Stapeliae Novae （1796年）